# 龙兴路
龙兴路，中国元朝的路。
元世祖至元二十一年（1284年），改隆兴路为龙兴路。治所在南昌县、新建县（今江西省南昌市）。下辖南昌县、新建县、富州（丰城县）、进贤县、靖安县、奉新县、武宁县、宁州分宁县（修水县）。至正二十二年（1362年），朱元璋改龙兴路为洪都府，后又改為南昌府。